# 최영장군 위령굿
최영장군 위령굿은 경기도 고양시 덕양구 토담동에 있다. 2012년 12월 6일 고양시의 향토문화재 제61호로 지정되었다.

## 개요
고려말의 명장 충신인 최영 장군의 영혼을 달래주기 위해 매년 펼쳐지는 굿판이다. 장군거리 등에서는 작두를 타기도 한다.

## 같이 보기
- 최영